# Relevé de végétation
 (décembre 2022).
Si vous disposez d'ouvrages ou d'articles de référence ou si vous connaissez des sites web de qualité traitant du thème abordé ici, merci de compléter l'article en donnant les références utiles à sa vérifiabilité et en les liant à la section « Notes et références ».
Un relevé de végétation est un inventaire de l'ensemble des espèces végétales sur une surface délimitée. 
Pour chaque espèce, un coefficient peut être attribué selon son abondance ou selon son pourcentage de recouvrement dans le relevé.